# Dghe (district)
Dghe est un district de la région Gash-Barka de l'Érythrée. La principale ville et capitale de ce district est Dghe. 